# Obilaznica oko Beograda
Die Obilaznica oko Beograda / обилазница око Београда (deutsch: Umgehungsstraße um Belgrad bzw. Belgrader Ringautobahn) ist ein Teilstück der Autobahn A1 und des Paneuropäischen Verkehrskorridors X hauptsächlich auf dem Gebiet der serbischen Hauptstadt Belgrad. Die in Teilstücken fertiggestellte Autobahn wird auf insgesamt 107 km die Stadt Belgrad umfahren und so den Durchgangsverkehr von der als Stadtautobahn ausgeführten Autobahn A3 auf die Ringautobahn verlegen. Darüber hinaus wird südöstlich von Belgrad ein Anschluss an die Autobahn A9 nach Rumänien sowie eine nördliche Verbindung zwischen Pančevo und Batajnica über die geplante Autobahn A11 geschaffen.

## Geschichte
Die Idee einer Umfahrung Belgrads bestand bereits in den 1980er-Jahren, jedoch konnte das Projekt nicht realisiert werden, da kurz vor Baubeginn die Jugoslawienkriege begannen und Serbien unter wirtschaftlichem Embargo stand. Die Planungen der Ringautobahn gingen auf den Masterplan des Belgrader Instituts für Urbanistik (Urbanistički zavod) zurück. Die Bauarbeiten verliefen über 17 Jahre nur sporadisch, sind aber ab 2005 intensiviert worden. Geplant war zunächst, dass der wichtige Sektor B der Ringautobahn als Autostraße bzw. Halbautobahn mit einer Fahrbahn und je einem Fahrstreifen pro Richtung gebaut werden sollte. Nach der Fertigstellung des Sektors B als Autostraße ist der Ausbau der ganzen Strecke als Autobahn mit je zwei Richtungsfahrbahnen erfolgt. Der Sektor B wurde am 28. Juni 2023 komplett als Autobahn fertiggestellt und für den Verkehr freigegeben.

## Kosten
Die Gesamtinvestitionen werden auf 543 Mio. Euro beziffert. Davon stehen mit Stand von Anfang 2009 noch 370 Mio. Euro aus. Von diesen werden 55 Mio. von der EBRD, 180 von der EIB und der Rest aus dem Nationalen Investitionsplan bereitgestellt.
Finanziert wird der Bau vom Nationalen Investitionsplan Serbiens, dem Budget der Stadt Belgrad sowie mit Krediten der Europäischen Bank für Wiederaufbau und Entwicklung und der Europäischen Investitionsbank.

## Sektoren
Die Belgrader Umfahrung besteht aus vier Sektoren:
- Sektor A: Batajnica – Dobanovci (10,0 km)
- Sektor B: Dobanovci – Bubanj Potok (37,3 km)
- Sektor C: Bubanj Potok – Vinča – Pančevo (31,0 km) [in Planung]
- Sektor D: Pančevo – Borča – Batajnica (38,0 km) [in Planung]

### Sektor A
Der Sektor A, welcher von Batajnica bis Dobanovci führt und eine direkte Verbindung zwischen den Autobahnen A3 und A1 (Ringautobahn) herstellt, ist 10,0 km lang und wurde nochmals in zwei Teilstücke untergliedert: Das erste Teilstück umfasst von Batajnica aus eine Strecke von 3,9 Kilometern (km 184,738 bis km 188,680), das zweite eine 6,1 km lange Strecke bis zum Autobahnkreuz Dobanovci (km 188,680 bis km 194,782).
Nachdem die endgültige Trassenführung, die vom Unternehmen Koridor 10 d.o.o. geplant wurde, festgelegt wurde, nahm die serbische Regierung im September 2009 Verhandlungen mit den lokalen Grundstückseigentümer wegen der Expropriation ihrer Grundstücke auf. Insgesamt beträgt die Fläche für den Bau der Autobahn 147 ha. Nach dem Abschluss der Verhandlungen und der Sicherung der Finanzierung wurde mit dem Bau der Autobahn begonnen.
Der Baubeginn für das erste Teilstück war der 21. Oktober 2010, für das zweite der 29. Dezember 2010 in Bau. Als Bauunternehmen führte Strabag die Bauarbeiten durch. Die Verträge wurden im Frühjahr 2010 unterzeichnet. Die Baukosten für das erste Teilstück betrugen 60 Mio. Euro und wurden von der EIB bereitgestellt. Der zweite Teilstück kostete 55 Mio. Euro und wurde von der EBRD finanziert. Die Fertigstellung erfolgte bis Mai 2012, die Verkehrsübergabe am 3. Mai.

### Sektor B
2005 erfolgte der Spatenstich für den Neubau eines Abschnittes von Dobanovci bis Bubanj Potok (Sektor B). Die 37,3 km lange Strecke enthält 5 Viadukte und 4 Tunnels, von denen der Tunnel Straževica, mit 730 Metern, der längste ist.
Die Realisierung dieses Abschnittes erfolgt in mehreren Etappen:
- Teilstück 1: Dobanovci − Surčin (7,8 km; fertiggestellt)
- Teilstück 2: Surčin – Brücke über die Save (4,9 km; fertiggestellt)
- Teilstück 3: Brücke über die Save − Ostružnica (4,1 km; fertiggestellt)
- Teilstück 4: Ostružnica − Orlovača (7,7 km; fertiggestellt)
- Teilstück 5: Orlovača − Beli Potok (5,4 km; fertiggestellt)
- Teilstück 6: Beli Potok − Bubanj Potok (7,4 km; fertiggestellt)

Bis November 2008 wurde die 24,5 km lange Strecke zwischen Dobanovci und Orlovača mit einer Fahrbahn und je einem Fahrstreifen pro Richtung fertiggestellt und am 10. November für den Verkehr freigegeben werden. Die Strecke enthält eine Anschlussstelle (Ostružnica), ein Autobahnkreuz in Kleeblatt-Form (Orlovača), sowie zwei Tunnel Lipak und Železnik, die beide schon mit zwei Röhren fertiggestellt sind. Der Bau der zweiten Fahrbahn auf der ganzen Strecke befindet sich in Planung.
Am 3. Mai 2012 wurde das 5,4 km lange Teilstück Orlovaca bis zum Tunnel Stazevica eröffnet. Das Teilstück wurde zunächst als Halbautobahn ausgeführt, wobei der Tunnel Stazevica schon mit zwei Röhren gebaut wurde. Das Teilstück kostete 56 Mio. Euro, wobei 25 Mio. Euro für den Tunnel ausgegeben wurden.
Die Ausschreibung für das letzte Teilstück sollte zunächst 2012 beginnen. Der Beginn wurde jedoch aufgrund fehlender finanzieller Mittel verschoben. Im März 2013 wurde bekanntgegeben, dass der Bau mit Hilfe eines Darlehens der EIB in Höhe von 80 Mio. Euro finanziert werden soll. Die für Ende 2014 geplante Fertigstellung soll nochmals verschoben werden. Das Teilstück soll mit zwei Fahrbahnen und je drei Fahrstreifen pro Richtung realisiert werden.
Ende Juni 2023 konnte schließlich auch das letzte Teilstück in Betrieb genommen werden. Damit existiert nun vollständig die Umfahrungsstrecke um Belgrad, die den Transitverkehr erleichtern und den Stadtverkehr an der Stadtautobahn entlasten soll.

### Sektor C
Der Sektor C ist die komplexeste Strecke der Ringautobahn. Seine Konstruktion beinhaltet den Aufbau einer 1190 m langen neuen Brücke über die Donau, 11 Viadukte sowie 2 Tunnels. Die 31 km lange Strecke soll eine bessere Verbindung zwischen den Vororten Belgrads und Pančevo ermöglichen ohne zuerst durch das Zentrum von Belgrad durchfahren zu müssen. Mit dem Bau des Sektors C soll auch das Verkehrsaufkommen über die Pančevački most, der zweitwichtigsten Brücke in Belgrad, verringert werden. In Pančevo soll die Ringautobahn an die Autoput A9 knüpfen und so eine durchgehende Schnellstraßenverbindung zwischen Šid (im Westen) und Vršac (im Osten) ermöglichen. Es wird von Baukosten in Höhe von 205 Mio. Euro ausgegangen. Im Februar 2014 wurden erste Planungsdetails veröffentlicht.

### Sektor D
Lange Zeit war unklar, ob der Sektor D realisiert wird. Nach der Veröffentlichung der Verordnung über die Klassifizierung der Nationalstraßen vom Oktober 2023 ist der Bau der Autobahn A11 zwischen Pančevo und Batajnica vorgesehen. Sie wird den Sektor D des Belgrader Autobahnrings bilden. Erste Planungsdetails wurden im April 2024 veröffentlicht. Geplant ist eine neue Brücke über die Donau. Die Kosten für den 38 Kilometer langen Abschnitt werden auf 1,2 Milliarden Dinar geschätzt.

## Brücke über die Donau
Ende Oktober 2009 wurde zusammen mit dem chinesischen Bauunternehmen China Road and Bridge Corporation (CRBC) ein Bauvertrag, welche einen Bau einer neuen, 1,5 km langen Mihajlo-Pupin-Brücke über die Donau nördlich von Zemun, mit je zwei Richtungsfahrbahnen und jeweils zwei Fahrstreifen, sowie Zufahrtsstraßen in einer Länge von 21,5 km vorsieht, unterzeichnet. Der Bauvertrag ist 170 Mio. Euro wert, wobei 85 % dieser Summe durch ein Darlehen der chinesischen Exim Bank bereitgestellt wurden und der Rest vom Staat Serbien und der Stadt Belgrad getragen werden. Der Baubeginn erfolgte im Ende Oktober 2011. Die Fertigstellung der Mihajlo-Pupin-Brücke erfolgte am 18. Dezember 2014.